# Rio Nentón
Rio Nentón é um rio centro-americano da Guatemala.